# Ján Adam Rayman
Ján Adam Rayman (23. dubna 1690 Prešov – 23. dubna 1770 tamtéž) byl slovenský přírodovědec a městský lékař, který působil ve svém rodném Prešově. Kromě toho se také aktivně věnoval meteorologii. Napsal více než 60 lékařských prací a jako první v Evropě očkoval proti neštovicím.

## Dětství
Ján Adam Rayman se narodil 23. dubna 1690 jako dítě Jána a Alžběty Raymanových v Prešově na východě Slovenska. Jeho rodiče patřili mezi vlivné osobnosti života v Prešově. Otec Ján byl správcem městské lékárny a matka byla dcerou městského rychtáře Jána Rotha. V roce 1699, když bylo Janovi osm let, jeho otec zemřel a Alžbětě se naskytla příležitost převzít vedení lékárny, kterou zdědila po své tetě; stala se také majitelkou domu, ve kterém byla lékárna. 27. září se provdala za Jána Samuela Willicha, který byl taktéž lékárníkem.

## Studium
Jeho studium bylo ovlivněno prostředím lékárny, ve které vyrostl, taktéž jeho otčímem, který ho poslal studovat na gymnázium do Košic. Po studiu se vrátil zpátky do Prešova, kde se stal studentem evangelického kolegia. Současně se studiem na kolegiu se věnoval také lékařské praxi, aby získal předpoklady k vedení rodinné lékárny. Díky svému nadání a talentu zvládl základní vzdělaní a také lékařskou praxi a ve věku 19 let odešel do Jeny. Po roku přešel studovat medicínu do holandského Leydenu. V listopadu 1712 vykonal úspěšně zkoušky a lékařská fakulta mu povolila obhajobu jeho disertační práce, která se konala 16. prosince téhož roku. Následně mu byl udělen diplom doktora medicíny.

## Návrat domů
Z Holandska se Rayman vrátil zpátky do svého rodiště, přičemž odmítl nabídky na lékařskou praxi z Polska. V roku 1713 byl jmenován městským lékařem, což bylo pro 23 let starého mladíka vyjádřením velké důvěry. Jedním z hlavních důvodů proč se rozhodl vrátit do Prešova byla smrt jeho otčíma Jana Samuela Willicha, který se okamžitě po příchodu zařadil mezi významné občany Prešova. V roce 1709 byl přijat do stočlenné městské rady. Svých povinností se nevzdal ani při trvání morové epidemie v roce 1710, kdy se nakazil a chorobě podlehl. Po návratu byla správa lékárny přidělena Janu Adamovi, ten se o rok později v Chrámu sv. Mikuláše oženil se Žofii Waschmanovou, dcerou prešovského lékaře Sigmunda Waschmana.

## Profesionální činnost v letech 1717–1738
V tomto období se z Raymana stal úspěšný lékař a byl znám v širokém okolí. Jeho lékárna měla vynikající pověst hlavně díky zkušenostem a odbornosti majitele. Raymanova lékárna patřila mezi nejvýznamnější a nejvýnosnější. V jiných královských městech měly lékárny dopředu stanoven roční plat ve stanovené výši, pouze Raymanova lékárna tento roční plat neměla a navíc byla zbavena daní. Velký podíl na tom měl i fakt, že Rayman byl přijat do šlechtického stavu. Vzdělání, které získal v Leydenu mělo vliv na celou jeho profesionální kariéru. Lékařství studoval v období, ve kterém bylo lékařské myšlení ovlivněno učením Hippokrata z Kou, lékařské autority celého středověku. V tomto svém nejproduktivnějším období publikoval kolem 80 lékařských prací.
Od začátku své lékařské kariéry se Rayman věnoval pozorovaní chorobných procesů a třídění získaných poznatků. Věnoval se hlavně infekčním chorobám jako tyfus[nepřesný odkaz], úplavice a pravé neštovice. Známým se stal hlavně díky zkoumání podstaty, léčení a ochrany před neštovicemi. Podle Raymana se očkovaní proti neštovicím mělo stát prostředkem, kterým by bylo možné předejít nákaze. Tato metoda byla málo využívaná, protože málo lékařů bylo ochotných hazardovat se svou kariérou. Případná smrt by totiž znamenala rozhořčení v očích lidí a zavržení této metody.

## Průběh očkování
Rayman si plně uvědomoval rizika z toho plynoucí, ale ani to ho neodradilo, protože si uvědomil, že jeho 2,5 let stará dcera není díky dědičnosti před chorobou chráněna, protože její bratr skutečně onemocněl neštovicemi. Na levém rameni své dcery udělal malý zářez, do kterého vetřel teplý hnis z neštovic bratra a zářez zakryl ořechovou skořápkou. Okolí se postupně zanítilo, ale děvče zůstalo zdravé. Sedmý den dostalo horečku a objevilo se pár vyrážek. V nepřítomnosti Raymana ale děvčeti nepodali léky, v důsledku čehož zvracela. Třetí den nato se však úplně zotavila. Objevilo se asi šest vyrážek, ale ty nehnisaly a pouze zasychaly. Po celý čas bylo dítě veselé a zdravé a nemělo žádné zdravotní komplikace. Jediným problémem na celém pokusu bylo nepodání léku, které vyvolalo zvracení a nevolnosti a od očkování odstrašilo mnoho lidí.

## Ohlasy očkování
Podle matriky se Raymanova dcera narodila 8. dubna 1718 a v době očkování jí bylo 2,5 roku. Tak se dopracujeme k datu říjen 1720. Jen o dva roky později byly očkovány dvě anglické princezny, v příštím roce byli očkováni lidé v Hannoveru. Už v roce 1750 bylo očkování zavedeno do běžné praxe. Rok 1768 byl pro očkování přelomový. V tomto roce vznikly první očkovací ústavy a očkována byla také Kateřina II. Raymanovy principy platí v imunologii doposud a díky nim už několik let nebyl zaznamenán nový případ onemocnění neštovicemi. V roku 1719 jmenovali Raymana členem Leopoldské akademie. Podle starého zvyku mu jako novému členovi přidělili jméno, které kdysi nosila významná osobnost vědy a kultury. Jméno, které dostal Rayman se proslavilo dvakrát. Prvým nositelem byl Aristofanes, aténský autor komedií. Aristofanes II. byl lékař a polyhistor. Právě tímto jménem byl Ján Adam Rayman obdařen za jeho přínos do pokladnice lidského poznání.

## Další činnost Raymana
Rayman nebyl pouze lékařem, ale také se zajímal o meteorologii a zkoumal využití minerálních vod, které pramenily na východním Slovensku v blízkosti Prešova. Své znalosti z chemie a chemické analýzy využil nejen při chemickém rozboru minerálních vod. Byl autorem mnoha postupů, které se využívaly také v zahraničí. V rakouské monarchii jako první systematicky měřil denní teploty a stal se zakladatelem jejich dlouhodobého pozorování. Rayman byl také obchodníkem. Zabýval se především velkoobchodem s léky a exotickým koloniálním zbožím. Věnoval se i obchodu s vínem, které získával ze svých vinic na jihovýchodním Slovensku a oblasti Tokaje.
Rayman ukončil svou profesionální činnost v roce 1738, kvůli zákazu, který byl přijat tehdejší zdravotnickou komisí. Zákaz zakazoval provozování lékáren, jejichž majiteli byli lékaři. Zemřel v poměrně vysokém věku 80 let dne 23. dubna 1770.